# Roma (1869)
«Рома» (італ. Roma) - броненосець однойменного типу Королівських військово-морських сил Італії  другої половини 19-го століття. 

## Історія створення
«Рома» був закладений як дерев'яний фрегат із залізною бронею у серпні 1863 році на верфі «Cantiere della Foce» у Генуї. В процесі будівництва у конструкцію кораблі були внесені суттєві зміни: важку дубову обшивку частково замінив метал, що дозволило за рахунок зменшення маси збільшити товщину броні. Корабель був добудований як батарейний броненосець.
Корабель був спущений на воду 18 грудня 1865 року, вступив у стрій у травні 1869 року.

## Історія служби
Броненосець «Рома» вступив у стрій через три роки після закінчення третьої війни за незалежність Італії і за свою кар'єру не брав участі у бойових діях.
У 1874-1875 році озброєння корабля було модернізоване - було встановлено 11 x 254-мм гармат. 
У 1881 році, під час перебування в Неаполі, сильна буря зірвала «Рому» з якорів, внаслідок чого той зіткнувся з броненосцем «Прінчіпе Амадео», проте жоден із кораблів не постраждав.
Під час маневрів флоту у 1885 році корабель входив до складу «Західної ескадри», разом з броненосцем «Аффондаторе» та п'ятьма міноносцями. «Західна ескадра» атакувала «Східну ескадру», імітуючи франко-італійський конфлікт біля Сардинії.
У 1886 році на кораблі знову було змінено озброєння. Були встановлені вісім 220-мм гармат.
У 1890 році «Рома» був  усунутий від активної служби та очолював оборону Ла-Спеції.
У 1895 році корабель був виключений зі складу флоту, і використовувався як плавучий склад боєприпасів. У липні 1896 року в корабель влучила блискавка, внаслідок чого той вибухнув та затонув. У серпні того ж року піднятий та зданий на злам. 